# Shirley (Maine)
Shirley és una població dels Estats Units a l'estat de Maine (EUA). Segons el cens del 2000 tenia 183 habitants.

## Demografia
Segons el cens del 2000, Shirley tenia 183 habitants, 81 habitatges, i 57 famílies. La densitat de població era d'1,3 habitants/km².
Dels 81 habitatges en un 23,5% hi vivien nens de menys de 18 anys, en un 63% hi vivien parelles casades, en un 3,7% dones solteres, i en un 28,4% no eren unitats familiars. En el 23,5% dels habitatges hi vivien persones soles el 12,3% de les quals corresponia a persones de 65 anys o més que vivien soles. El nombre mitjà de persones vivint en cada habitatge era de 2,26 i el nombre mitjà de persones que vivien en cada família era de 2,67.
Per edats la població es repartia de la següent manera: un 19,1% tenia menys de 18 anys, un 3,8% entre 18 i 24, un 26,8% entre 25 i 44, un 36,6% de 45 a 60 i un 13,7% 65 anys o més.
L'edat mediana era de 45 anys. Per cada 100 dones de 18 o més anys hi havia 108,5 homes.
La renda mediana per habitatge era de 27.708 $ i la renda mediana per família de 32.083 $. Els homes tenien una renda mediana de 36.250 $ mentre que les dones 23.333 $. La renda per capita de la població era de 14.487 $. Entorn del 3% de les famílies i el 3,2% de la població estaven per davall del llindar de pobresa.